# Diplopeltula breviceps
Diplopeltula breviceps är en rundmaskart som beskrevs av Gerlach 1950. Diplopeltula breviceps ingår i släktet Diplopeltula och familjen Axonolaimidae. Arten är reproducerande i Sverige. Inga underarter finns listade i Catalogue of Life.